# 十島村立平島学園
十島村立平島学園（としまそんりつ たいらじまがくえん）は鹿児島県鹿児島郡十島村の平島にある村立の義務教育学校。

## 概要
トカラ列島（十島村）の中央部にある平島に唯一所在している義務教育学校である。平島にある本校の他に平島の東方にある諏訪之瀬島には分校が設置されていたが、2016年4月に諏訪之瀬島小中学校として独立した。2010年10月1日時点で小学校には4名、中学校には9名が在籍していた。また、十島村山海留学制度が行われており、島外からの留学生の受け入れを行っている。
平島中学校は県内の公立高等学校のうち全日制普通科に設定されている学区の制限を受けない中学校のひとつに指定されている。
現在の平島小中学校の前身として1895年（明治28年）に島民の共同出資により平島小学校が開校し、諏訪之瀬島分校は1879年（明治12年）に島民による夜間学校として設置された。1930年（昭和5年）に十島村の全域に小学校令が適用されることとなり、平島小学校は中之島尋常小学校の分教場となり、中之島尋常高等小学校平島分教場、諏訪之瀬島小学校は中之島尋常小学校諏訪瀬島分教場となる。
1960年（昭和35年）に平島分校は中之島小中学校より独立し、十島村立平島小中学校となり、同時に諏訪之瀬島分校は中之島小中学校から平島小中学校に移管され、十島村立平島小中学校諏訪之瀬島分校となった。
1958年の在籍者数は小学校に35名、中学校に11名。2023年時点の在籍者数は小学校に3名、中学校に8名となっている。

## 沿革
- 1879年（明治12年） - 諏訪之瀬島の島民により、夜学校として諏訪之瀬島小学校が設置される。
- 1895年（明治28年） - 島民の共同出資により平島小学校が設置される[4]。
- 1930年（昭和5年） - 十島村内に小学校令が適用されることとなり、平島小学校は中之島尋常小学校の分教場となり中之島尋常小学校平島分教場となり、諏訪之瀬島小学校は中之島尋常小学校諏訪瀬島分教場にそれぞれ改称[4]。
- 1932年（昭和7年） - 本校に高等科が併設されたのに伴い、中之島尋常小学校から中之島尋常高等小学校に改称し、各分教場名も改称される。
- 1941年（昭和16年） - 国民学校令が施行されたのに伴い、中之島国民学校平島分教場、中之島国民学校諏訪瀬島分教場にそれぞれ改称。
- 1948年（昭和23年） - 学制改革が行われたのに伴い、中之島小中学校平島分校、中之島小中学校諏訪瀬島分教場にそれぞれ改称[6]。
- 1952年（昭和27年） - トカラ列島が本土復帰し、同時に十島村が発足。十島村立中之島小中学校平島分校、十島村立中之島小中学校諏訪之瀬島分校にそれぞれ改称。
- 1960年（昭和35年） - 中之島小中学校より独立し、十島村立平島小中学校となる。また同時に諏訪之瀬島分校を中之島小中学校から平島小中学校に移管され、十島村立平島小中学校諏訪之瀬島分校に改称[6]。
- 2016年（平成28年） - 諏訪之瀬島分校が、十島村立諏訪之瀬島小中学校として独立。
- 2024年（令和6年）4月1日 - 十島村立小中併設校の義務教育学校への移行に伴い十島村立平島学園となる[7][8]。

## 周辺
- 十島村役場平島出張所
- 十島村立平島診療所
- 南之浜港
- 西ノ浜海岸